# Élection à la chaire Boden de sanskrit en 1860

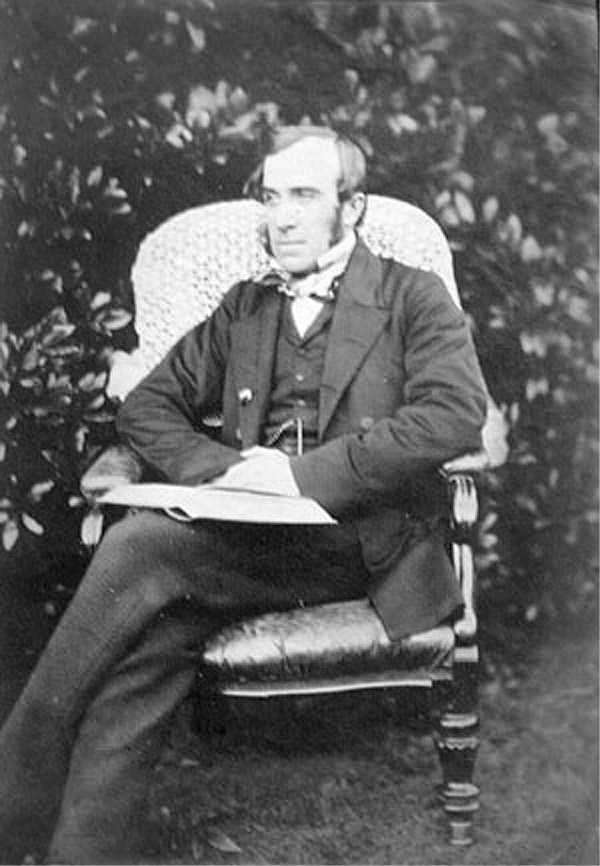
Monier Williams, élu second Professeur Boden de sanskrit en 1860; cette photo a été prise par Lewis Carroll.

L'élection de 1860 à la chaire Boden de sanskrit à l'Université d'Oxford opposait deux candidats avec chacun une approche différente de la recherche sur le sanskrit. Le premier candidat était Monier Williams, un britannique ayant étudié à Oxford et qui avait passé 14 ans à enseigner le sanskrit à ceux qui allaient partir travailler en Inde britannique pour la Compagnie britannique des Indes orientales. Le deuxième était Max Müller, un conférencier d'Oxford d'origine allemande, spécialisé en philologie comparée. Il avait travaillé plusieurs années sur une édition du Rig-Véda (une ancienne collection d'hymnes en sanskrit védique), et jouissait d'une réputation internationale pour sa thèse de recherche. Contrairement à Müller, Williams travaillait sur des documents plus récents, et avait peu de temps à consacrer à la thèse soutenue par Müller d'une école "continentale" de sanskrit. Williams considérait l'étude du sanskrit comme un simple moyen de convertir l'Inde au christianisme. Pour Müller, son propre travail aiderait les missionnaires dans leur tâche, mais aurait aussi un intérêt en tant que tel.
L'élection eut lieu dans un contexte de débats populaires à propos du rôle du Royaume-Uni en Inde, à la suite de la rébellion indienne de 1857. Les avis étaient divisés entre fournir plus d'efforts pour convertir l'Inde, ou continuer à respecter la culture et les traditions locales. Les deux hommes se sont affrontés pour gagner les votes de l'électorat (l'ensemble des diplômés en Art de l'Université, c'est-à-dire plus de 3,700 personnes) au travers de manifestes et d'échanges publiés dans des journaux. Williams insistait principalement dans sa campagne sur l'intention du fondateur du poste, c'est-à-dire que le Professeur devait aider à la conversion de l'Inde par la diffusion des écrits chrétiens. Müller considérait que son travail sur le Rig-Véda était d'importance capitale dans la tâche des missionnaires, et publiait des témoignages avec l'intention de leur être utile. Il voulait aussi enseigner des sujets plus vastes tels que l'histoire de l'Inde et la littérature indienne afin d'aider les missionnaires, les érudits et les membres du gouvernement - une idée critiquée par Williams qui pensait que cela n'était pas en accord avec la volonté du premier Professeur, créateur du poste. Les campagnes des deux rivaux impliquaient des annonces dans les journaux et des manifestes, et les deux hommes étaient chacun soutenus par différents journaux. Bien qu'étant généralement plus apprécié que Williams pour sa thèse, Müller était désavantagé aux yeux de certains par le fait d'être allemand, mais aussi parce qu'il avait des opinions chrétiennes libérales. Certains journaux défendant Williams déclaraient qu'il était dans l'intérêt de la nation d'avoir un Anglais comme Professeur Boden pour aider à gouverner et convertir l'Inde.
Le jour de l'élection, des trains furent spécialement prévus à destination d'Oxford pour les diplômés en Art vivant ailleurs afin qu'ils puissent aller voter. Après une campagne très disputée, Williams gagna avec plus de 220 votes d'avance. À la suite de sa victoire, il aida à créer l'Institut indien d'Oxford, reçu le titre de chevalier, et garda son poste jusqu'à sa mort en 1899. Bien que très déçu d'avoir perdu, Müller resta à Oxford pour le reste de sa carrière, mais n'y enseigna jamais le sanskrit. L'élection de 1860 fut la dernière fois que les diplômés en Art choisirent le Professeur Boden, car ce pouvoir leur fut retiré en 1882 par des réformes imposées par le Parlement. Depuis 2017 le poste est toujours existant, et est à présent le seul poste de Professeur de sanskrit au Royaume-Uni.

## Origine
Le poste de Professeur Boden à l'Université d'Oxford est créé grâce au legs du lieutenant-colonel Joseph Boden de la Bombay Native Infantry, mort en 1811. Son testament stipulait qu'à la mort de sa fille, qui meurt en 1827, ses biens iraient à l'université pour créer un poste de Professeur de sanskrit. Son but était de convertir le peuple indien au christianisme « en propageant la connaissance des écritures saintes parmi eux ». Les statuts de l'université concernant ce poste stipulent que le Professeur devait être choisi par des membres de l'université (plus précisément tous ceux qui avait obtenu un diplôme de Maîtrise en Art à Oxford, qu'ils enseignent à l'université ou non) plutôt que par les professeurs ou les membres de la direction (fellows). Lors de l'élection de 1860, il y avait 3 786 diplômés. D'après l'historien religieux Gwilym Beckerlegge, le poste de Professeur est perçu comme « prestigieux et très bien payé »). Un article paru en 1860 dans le journal britannique The Times déclare que l'emploi est « l'une des institutions les plus importantes, les plus influentes, et les mieux reconnues d'Oxford, pour ne pas dire du monde civilisé tout entier ». Le salaire se situe entre 900 £ et 1 000 £ par an, à vie).
Le premier Professeur Boden, Horace Hayman Wilson, est élu en 1832 et meurt le 8 mai 1860. L'élection de son successeur a lieu dans un contexte de débats populaires quant à la nature du travail des missionnaires britanniques en Inde, particulièrement après la révolte indienne de 1857. La Compagnie britannique des Indes orientales, qui contrôle les territoires britanniques jusqu'à ce qu'ils intègrent l'Empire britannique en 1858, mène une politique générale de non-interférence avec les coutumes et religions indiennes. Les missionnaires chrétiens doivent posséder une licence pour essayer de convertir les locaux. En réalité, la plupart peuvent mener leurs actions sans avoir cette licence, à l'exception des Évangéliques qui sont considérés comme trop radicaux par rapport aux autres chrétiens de cette époque, qui sont plus à même d'être tolérants envers les autres croyances. En devenant de plus en plus puissant, le mouvement évangélique fait pression pour que de plus amples efforts soient mis en place pour convertir l'Inde au christianisme, ce qui amène la Compagnie à assouplir la politique de ses missions en 1813). Après 1858, le gouvernement britannique est réticent à l'idée de provoquer d'autres tensions par son interférence avec les traditions et religions locales, mais beaucoup des gens chargés de l'administration de l'Inde sont des Évangéliques qui adhérent aux efforts fournis pour convertir le pays. Beckerlegge commente : « la poursuite de la mission chrétienne était devenue inextricablement liée aux tentatives de définir le rôle du Royaume Uni en Inde, et de justifier la présence du Royaume Uni en Inde »). La question est alors de savoir si le Royaume Uni voulait seulement gouverner l'Inde, ou la "civiliser", et auquel cas si cela se ferait par l'interdiction ou la destruction de la culture et de la religion Indienne). D'après Beckerlegge, beaucoup de ceux qui soutenaient l'augmentation de la présence de missionnaires en Inde voyaient les évènements de 1857 comme « rien de moins qu'une punition divine » pour l'échec du Royaume Uni à apporter le christianisme au pays).
Il y a alors deux pensées majeures quant à l'enseignement du sanskrit. La première est qu'il doit être enseigné pour aider à l'administration et la conversion de l'Inde. La deuxième est que le sanskrit doit plutôt être enseigné pour la connaissance elle-même. La Compagnie britannique des Indes orientales fournit des instructions en sanskrit aux employés de ses universités à Haileybury, Hertfordshire et à l'Université de Fort William à Calcutta, afin de les éduquer dans la culture locale. Grâce à cela, certains développent un intérêt pour la religion et la culture indienne comme décrite dans les textes en sanskrit. Cela crée un contraste avec l'Europe continentale où les chercheurs s'intéressent au sanskrit comme une branche des "sciences du langage" et de la philologie comparée, et non comme outil d'administration impériale. Peu de chercheurs européens ont alors visité l'Inde, mais beaucoup de sanskritistes britanniques y ont habité et travaillé). Certains chercheurs britanniques venant d'autres domaines ont de sérieux doutes concernant tout évènement en lien avec le sanskrit. D'après la chercheuse américaine Linda Dowling, ils considèrent le sanskrit comme « une pâle imitation linguistique rafistolée à partir du grec et du latin », ou « rien d'autre qu'une association malheureuse de l'Anglais et du Brahmane ».

## Candidats

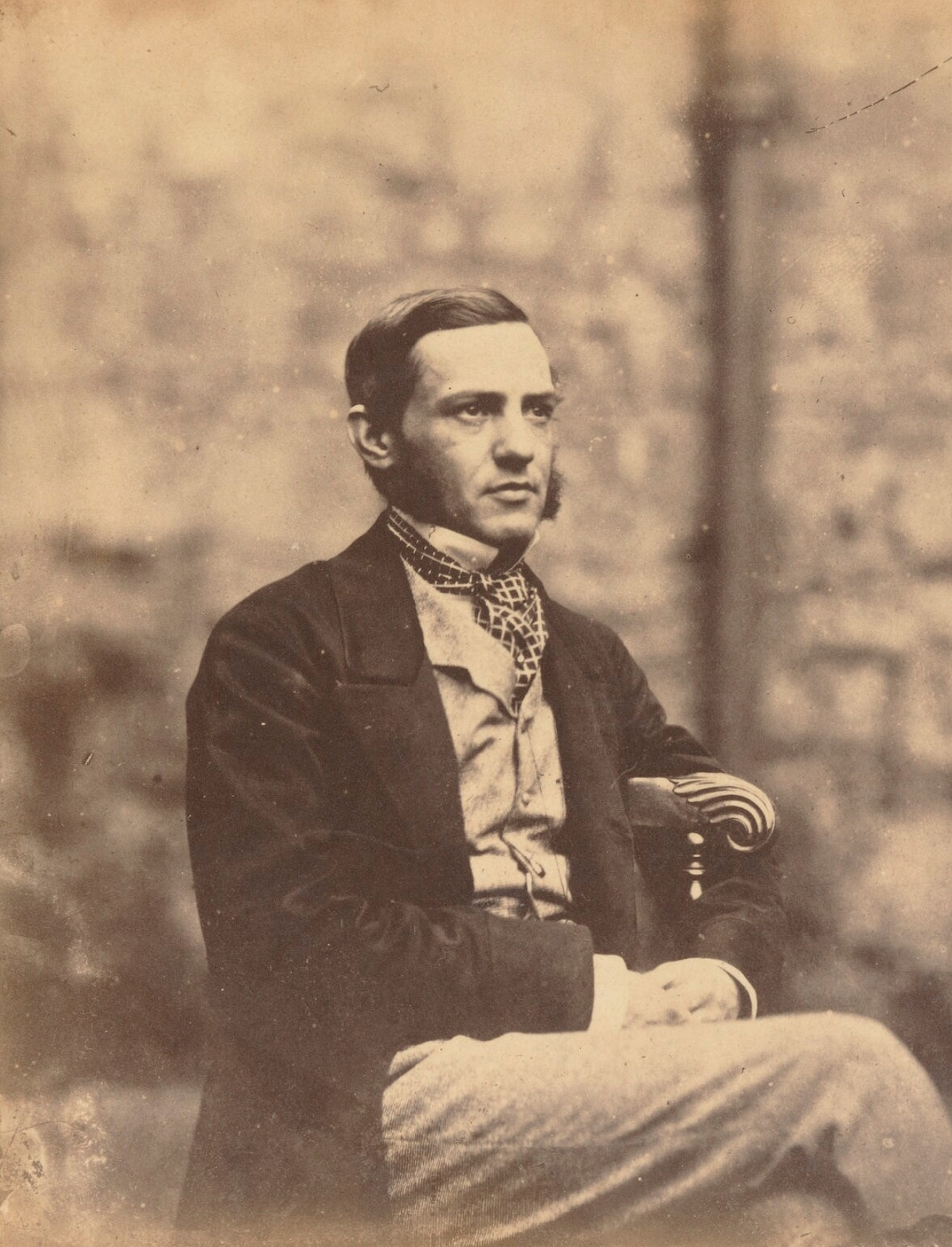
Max Müller, photographié en 1857 par Lewis Carroll

En 1860, cinq hommes manifestent leur intérêt pour le poste ou sont recommandés en leur absence, mais à terme les deux concurrents pour l'élection sont Monier Williams et Max Müller. Williams (qui sera appelé plus tard dans sa vie Sir Monier Monier-Williams) est né en Inde et est le fils d'un officier militaire. Il étudie brièvement  au Balliol College à Oxford avant de suivre un entraînement à Haileybury pour préparer son service civique en Inde. La mort de son frère au combat en Inde le conduit à retourner à Oxford pour terminer son diplôme. Il étudie aussi le sanskrit avec Wilson avant de l'enseigner, ainsi que d'autres langues, à Haileybury de 1844 jusqu'à sa fermeture en 1858 après la rébellion indienne. Suivant le conseil de Wilson, il prépare un dictionnaire Anglais-Sanskrit qui est publié par la Compagnie des Indes Orientales en 1851. Son dictionnaire Anglais-Sanskrit est soutenu par le Secrétaire d'État à l'Inde. Comme l'écrit l'anthropologiste néerlandais Peter van der Veer, Williams « avait un zèle évangélique" en accord avec les idées qui avaient inspiré Boden à établir le poste ».
Max Müller est originaire du duché d'Anhalt-Dessau en Allemagne et décide d'étudier le sanskrit à l'université pour s'imposer un nouveau challenge intellectuel après avoir maîtrisé le grec et le latin. A cette époque, le sanskrit est un sujet d'étude relativement nouveau en Europe, et ses liens avec les langues classiques traditionnelles ont attiré l'attention de ceux qui s'intéressaient à la nature des langues et à leur histoire. Il obtint son doctorat à l'Université de Leipzig en 1843, à l'âge de 19 ans, et après un an d'étude à Berlin, il commence à travailler à Paris sur la première édition imprimée du Rig-Véda (une ancienne collection d'hymnes en sanskrit védique). Alors qu'il est censé ne faire qu'une brève visite en Angleterre pour un sujet de recherche en 1846, il finit par y rester toute sa vie. Le Baron von Bunsen, un diplomate prussien, et Wilson persuadent les directeurs de la Compagnie des Indes Orientales de fournir les ressources financières nécessaires à l'Oxford University Press pour publier le Rig-Véda. Müller s'installe à Oxford en 1848 et continue ses recherches sur le sanskrit. Il devient Professeur Taylorien de Langues Européennes Modernes en 1854 après avoir été Professeur adjoint pendant trois ans. Pour ce travail, il est payé 500 £ par an, la moitié du salaire du poste de Boden. Étant un sujet britannique depuis 1855, il est élu "fellow" de l'All Souls College en 1858, « un honneur sans pareil pour un étranger à cette époque » d'après son biographe, l'écrivain indien Nirad C. Chaudhuri.
Trois autres hommes se manifestent pour l'obtention du titre, ou sont nommés par d'autres, mais ils se retirent avant l'élection. La candidature d'Edward Cowell, professeur de Sanskrit au College Gouvernemental de Calcutta est annoncé dans le Times le 28 mai 1860, où il est dit que Wilson l'aurait décrit comme « éminemment qualifié » à lui succéder. Il écrit plus tard depuis l'Inde qu'il refusait de se présenter contre Müller. Ralph Griffith, un ancien étudiant Boden qui est professeur à l'Université Sampurnanand de Sanskrit à Bénarès annonce sa candidature en août 1860, mais la retire en novembre,.
James R. Ballantyne, directeur de l'université à Bénarès, est proposé en juin 1860 par des amis vivant en Angleterre, qui le décrivent comme le « chef des chercheurs britanniques en sanskrit ».

### Le manifeste de Müller
Max Müller annonce sa candidature le 14 mai 1860, six jours après la mort de Wilson. Sa candidature donnée à l'électorat parle de son travail sur l'édition du Rig-Véda, insistant sur le fait que sans ce texte, les missionnaires ne pourraient pas apprendre correctement les enseignements de l'hindouisme, qui entravaient leur travail. Il considère donc qu'il a « passé la plus grande partie de [sa] vie à promouvoir l'objectif du fondateur de la chaire académique de sanskrit ». Il promet de travailler exclusivement sur le sanskrit, et dit qu'il fournirait des témoignages des « chercheurs en sanskrit les plus éminents d'Europe et d'Inde » et des missionnaires qui avaient utilisé ses publications pour aider à « renverser les anciens systèmes d'idolâtrie » en Inde. Il est capable de fournir au bon moment une liste des sociétés de missionnaires qui avaient demandé une copie du Rig-Véda à la Compagnie des Indes Orientales, parmi lesquelles la Church Missionary Society et la Société pour la Propagation du Gospel.

### Le manifeste de Williams
Monier Williams rend publique son intention de participer à l'élection le 15 mai 1860, un jour après Müller. Dans sa candidature donnée à l'électorat, il insiste sur sa qualification pour le poste en s'appuyant sur les souhaits missionnaires de Boden. Après avoir donné les détails de sa vie et de sa carrière, en particulier de son expérience en sanskrit acquise à Haileybury, il explique que pendant les 14 dernières années, « la seule idée de [sa] vie a été de se familiariser avec le sanskrit, et de faciliter par tous les moyens possibles l'étude de sa littérature ». Il assure aux votants que s'il est élu, « toute [son] énergie serait consacrée au seul objectif du fondateur; c'est-à-dire 'La promotion d'une connaissance plus générale et critique de la langue sanskrite comme outil permettant aux Anglais de convertir les natifs d'Inde à la religion chrétienne.' ». Contrairement à Müller, il considère l'étude du sanskrit « comme un simple outil pour les missionnaires qui convertissent les Hindous plutôt que comme un sujet d'étude en soit », d'après Dowling. Ainsi, comme le dit Dowling, il pouvait tenter de détourner l'attention de ses « compétences modestes en sanskrit classique » comparées aux  « accomplissements internationalement reconnus » de Müller. De plus, l'argument s'appuyant sur les intentions premières de Boden arrive à une période où l'électorat a tendance à n'accorder que peu d'attention aux vœux des bienfaiteurs.

## Campagnes rivales
Partie d'un prospectus écrit par les partisans de Williams, le 30 novembre 1860
Nous avons deux candidats, tous deux avec des recommandations honorables. 
L'opinion publique considère cette élection comme méritant son intérêt.

Quel est donc le résultat? 

À l’unanimité, les deux sont considérés comme érudits à la réputation internationale. Mais l’un d'eux est particulièrement et franchement recommandé à l'assemblée par un grand nombre de nos Countrymen en Inde même.

Ces anglais, éduqués par lui, reconnaissants de cette instruction, et attachés à lui, sont un mécanisme déjà existant pour compléter le travail à faire.

Ils ne peuvent donner leur Vote, mais leurs voix venant de ce pays lointain devraient résonner dans nos oreilles et nos cœurs.

Ils connaissent leur candidat, ils connaissent les indigènes, ils communiquent quotidiennement avec eux. Est-il sage de ne pas tenir compte de leur opinion? 

Ce Professorat n’est pas uniquement pour Oxford. 

Il n’est pas pour “le Continent et l’Amérique”. 

Il est pour l’Inde. 

Il est pour la Chrétienté. 

En Août 1860, Müller écrit aux membres de l'assemblée afin de leur transmettre son intention d’enseigner toute une gamme de sujets autre que le sanskrit ; tels que la linguistique comparée, l’histoire Indienne, et la littérature. N’enseigner que la langue serait selon lui « faire défaut à la générosité » de Boden. De cette façon, il contribuerait à former des missionnaires « efficaces », des fonctionnaires « utiles », et des érudits Boden « distingués ».
À son tour, Williams écrit que si Boden avait laissé des instructions déclarant que l’élu devait être celui « le plus prédisposé à élever la chaire sanskrite au rang international, j’avoue que j’aurai hésité à poursuivre mon projet ». Néanmoins, cela n’est pas le cas, et il ne serait « pas justifiable » que le professeur enseigne une variété plus étendue de sujets à cause des lois qui gouvernent le comité. De son point de vue, la littérature Védique était d’une « importance moindre », la littérature philosophique était « très mystique et indéchiffrable », tandis que la période « classique ou moderne » (incluant des lois, deux poèmes épiques, et des pièces de théâtre) était la plus importante.
En rappelant au lecteur qu’il a édité deux pièces en sanskrit, il affirme que la littérature de la troisième période constitue les textes sacrés du sanskrit, non pas le Veda, ce qui était affirmé jusque-là, et « encore moins le Rig Veda ». Il commente que l’édition de Müller du Rig Veda « exigeait beaucoup de ressources telles que du temps, de l’argent, du travail, et de l’érudition », et « qu’aucune édition de la Bible n’avait jamais reçue de telles ressources ». Il ajoute que l’intention de Boden n’était pas « de participer au travail missionnaire en perpétuant cette tradition de diffuser les textes Védiques sacrés obsolètes ». Il explique que sa propre approche à l’érudition sanskrite, avec ses dictionnaires et ses livres de grammaire, est « adaptée aux esprits anglais ». Au contraire, l’approche « continentale » et « philosophique » de Müller impliquait des textes qui n’étaient plus pertinents pour les Hindous modernes, et dont l’étude n’avantagerait pas les missionnaires.
Dans une lettre au Times publiée le 29 Octobre 1860, Müller exprime son désaccord. Contre l’argument qu’il serait injustifiable d’enseigner d’autres matières telles que l’histoire, la philosophie, ainsi que d’autres matières en tant que Professeur Boden, il cite Wilson dans un de ses cours magistraux, au cours duquel il affirme toujours avoir eu l’intention d’offrir « une vue d’ensemble des institutions, de la condition sociale, de la littérature, et de la religion des Hindous ». Il note qu’il a publié dans chacun des trois domaines de la littérature sanskrite, divisée ainsi par Williams, et il conteste l’opinion de ce dernier selon laquelle la littérature Védique était d’une moindre importance, avec une référence à la critique que Wilson avait faite sur une de ses publications. Il refuse d’accepter l’estimation de Williams quant au travail nécessaire pour son édition du Rig Veda, et qualifie la comparaison de son effort avec celui nécessaire pour une édition de la Bible de « presque irrévérencieuse ». Il conclut en essayant de réfuter l’argument selon lequel Boden n’aurait pas souhaité que les textes Védiques sacrés soient favorisés.
Il note que l'évêque de Calcutta, George Cotton, avait écrit qu’il était de « la plus haute importance » que les missionnaires étudient le sanskrit ainsi que ses textes sacrés, afin de « pouvoir converser avec les prêtres Hindous aisément ». Il ajoute que, d'après l’évêque, rien n’était plus précieux dans cet objectif que l’édition de Müller, et la traduction de Wilson, du Rig-Veda .
Après cette lettre, Williams se plaint de Müller qui menait sa campagne dans les journaux, et de la mauvaise interprétation que Müller propageait de sa parole. Müller demande à trois professeurs, ainsi qu’au Provost du Queen’s College d’évaluer la justesse de sa lettre, et ils se prononcent en sa faveur. D’après Beckerlegge, toutes ces réponses et contres réponses ne font « qu’illustrer le ton de plus en plus enflammé des échanges » entre les deux hommes et leurs entourages. C'était « comme si les protagonistes étaient des membres potentiels du Parlement », comme le dit un des théoriciens modernes. Terence Thomas, un professeur anglais en études religieuses, témoigne des « insultes regardant la nationalité de Max Müller, et la compétence de Monier Williams en tant que sanskritiste, échangés entre leurs entourages respectifs ». Par exemple, un des érudits Boden d’Oxford, Robinson Fells, dit que Williams n’avait pas été en mesure de prouver qu’il pouvait lire un texte en sanskrit. Quand Fells est questionné, il a plus tard rectifié que Williams ne pouvait lire un texte qu’en le comparant à un autre, ce qu’il décrit comme « un travail mécanique rémunéré dans les bibliothèques publiques de Paris et de Berlin au maigre salaire d’une demi-couronne à l’année ».
Chacun avait un comité pour l’aider ; Williams en avait deux, l’un à Londres, l’autre à Oxford. Il débourse plus de 1 000 livres pour cette campagne, l’équivalent du salaire que le Professeur Boden recevait en une année. En Juin 1860, Müller se plaint dans une lettre destinée à sa mère de devoir écrire à chacun des « 4 000 électeurs, dispersés partout en Angleterre ». Il dit qu’il souhaitait parfois ne pas avoir pensé à se présenter pour l'élection, en ajoutant : « si je ne gagne pas, je vais être très fâché ! ».

## Partisans et journaux
Lettre de Wilson à Williams, écrite le 21 avril 1860
Mon cher Williams, je suis bien incompétent de ne pas vous avoir donné des indices quant à votre travail, car j’ai été et suis terriblement souffrant. Je vais bientôt subir une opération; et il y a comme toujours un risque qui vient avec une telle opération à mon âge, je vous recommande d’être à l'affût de l'opportunité de mon poste vacant. Je vous ai toujours considéré comme mon successeur, mais vous aurez face à vous un adversaire formidable, Mr. Müller, non seulement à cause de sa célébrité, mais aussi du fait de son influence personnelle.
 Cependant, si Dieu le veut bien, je surmonterai cette épreuve, et pourrait espérer continuer vous voir quelques années de plus.
Affectueusement votre,
D’après Beckerlegge, il y a un point de vue partagé par beaucoup de ceux impliqués dans la dispute menée avec entrain entre Williams et Müller : que l’enjeu de cette élection n’est pas seulement la carrière des deux hommes, le succès ou l’échec des missionnaires en Inde « et même la future stabilité du règne britannique dans cette région » (dans le cadre des évènements en Inde quelques années plus tôt) dépendrait des aptitudes du Professeur Boden. La victoire dépend de la compétence de chaque adversaire à persuader les membres non résidants de l'assemblée de retourner à Oxford pour voter. Chaque candidat a ses partisans : Müller a le soutien d’universitaires au mérite international, tandis que Williams peut compter sur des académiciens basés à Oxford, et ceux qui ont eu le poste d’administrateur ou de missionnaire en Inde.
Les deux candidats affirment avoir le soutien de Wilson « comme si le principe de succession apostolique faisait partie de la nomination », dit Chaudhuri. The Times déclare le 23 mai que les amis de Williams accordent beaucoup d’importance à une lettre à celui-ci de la part de Wilson, « indiquant que  Mr. Williams serait son successeur probable ». En revanche, il est révélé que Wilson dit « deux mois avant sa mort » que « Mr Max Müller était le premier érudit Sanskrit en Europe ». La source de cette information est WSW Vaux, du British Museum, qui décrit cette conversation avec Wilson dans une lettre à Müller en mai 1860. En réponse au commentaire de Vaux, selon lequel lui et d'autres veulent que le successeur de Wilson soit « l’homme le plus approprié que l’on puisse se procurer », Vaux cite Wilson en disant qu'il « serait très juste si le choix fait était celui de Max Müller ».
The Times publie une liste des partisans les plus importants pour chaque candidat le 27 juin 1860, en notant que beaucoup de gens ne déclaraient leur soutien à aucun des deux étant donné « qu’ils attendaient de voir si une personne dotée d’une réelle éminence allait se déclarer en Inde ». Müller a le soutien de Francis Leighton, Henry Liddell et William Thomson (les directeurs des collèges All Souls, Christ Church et Queen's), Edward Pusey, William Jacobson et Henry Acland (les professeurs Regius d'hébreu, de théologie et de médecine) ainsi que d'autres. Williams est ouvertement soutenu par les directeurs du University college et du Balliol college,(Frederick Charles Plumptre et Robert Scott), et par des membres privilégiés de dix autres départements.

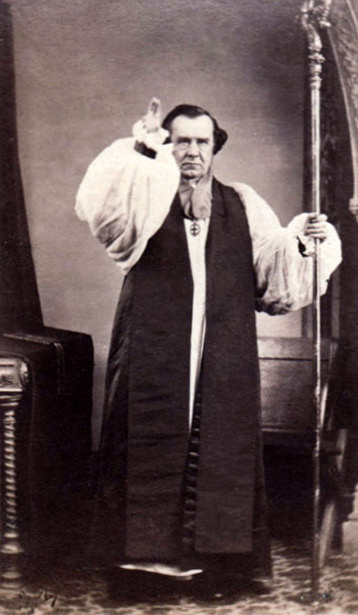
Les partisans de Müller comprenaient Samuel Wilberforce, évêque d'Oxford en 1860 et plus tard évêque de Winchester.

Le 5 décembre 1860, deux jours avant l’élection, des amis de Müller publient une annonce dans The Times pour lister les personnes le soutenant, en réponse à une liste similaire publiée pour Williams.
À ce moment, la liste de Müller comporte onze directeurs de départements ou de résidences de l’université, 27 professeurs, plus de 40 membres privilégiés et tuteurs, et beaucoup de membres non-résidents de l’université, dont Samuel Wilberforce (l'évêque d'Oxford) et Sir Charles Wood (le secrétaire d'État de l'Inde). Une liste publiée le lendemain ajoute le nom de Charles Longley, archevêque d'York, aux partisans de Müller. Globalement, chaque candidat a le même nombre de partisans, mais tandis que Müller a le soutien « d’émérites Orientalistes européens de l’époque », les personnes qui soutiennent Williams « n’étaient pas aussi distinguées », d’après Chaudhuri,.
Les journaux et magazines prennent part au débat, certains s’impliquent fortement. Une publication évangélique, The Record, met en contraste les deux candidats : les écrits de Müller sont « familiers à toute personne intéressée par la littérature, même s’ils ont ébranlé la confiance que nous avions en ses opinions religieuses » ; Williams est décrit comme « un homme sincèrement pieux, et celui qui allait sûrement, avec la bénédiction de Dieu pour son labeur, pouvoir promouvoir l’objectif ultime que le fondateur de la chaire avait en tête ».
D’autres journaux mettent en avant la nationalité des deux candidats ; comme Beckerlegge l’exprime, « voter pour l’élection du Professeur Boden s’apparentait de plus en plus à un test de patriotisme ». The Homeward Mail, (un journal basé à Londres qui se concentre sur les informations venant de, et ayant pour sujet, l’Inde) demande à ses lecteurs s’ils préfèrent qu'un « étranger dans les deux sens du terme » gagne, ou que la victoire revienne à « l’un de nous ». Un écrivain du Morning Post  dit que les votants doivent « réserver les grands prix des universités anglaises aux étudiants anglais ».
The Morning Herald dit qu’il s’agit d’une « question d’intérêt national », puisque cela affecterait l’éducation des fonctionnaires et des missionnaires, et par conséquent « le progrès du monde chrétien en Inde et le maintien de l'autorité britannique dans cet empire ». Il anticipe la ridiculisation de l'Angleterre si un Allemand est élu au poste académique principal du sanskrit.
Müller ne manque pas de soutien dans la presse. Un éditorial de The Times daté du 29 Octobre 1860 le qualifia de « ni plus ni moins que le meilleur érudit sanskrit du monde ». Il compare la situation avec l’élection de 1832, où il y a eu un choix entre le meilleur érudit (Wilson) et un bon érudit « qui aurait utilisé le poste de professorat à des fins plus Chrétiennes » (William Hodge Mill). Williams, continue l’éditorial, apparait comme « l’homme universitaire…, l’homme aux qualifications suffisantes pour le poste, et avant tout, comme l’homme qui, le bruit courait, protégerait les intérêts de la Chrétienté ». Sa proposition de ne pas enseigner l’histoire, la philosophie, la mythologie ou la linguistique comparée « semble enlever beaucoup d’éléments au sujet », et, selon l’éditorial, il laisserait le poste vide. Il affirme que Müller « répondait le mieux aux termes de la fondation établie par le Colonel Boden ». Son terrain d’études (la période la plus ancienne de la littérature Sanskrite), « doit être la clef de toute la position », alors que Williams n’est familier qu’avec les écrits plus récents, « moins authentiques, et moins sacrés ». L’éditorial se termine en disant qu’Oxford « ne choisira pas le moins méritant des candidats; dans tous les cas, il n’acceptera pas de lui que ceci soit le vrai principe d’une élection juste et Chrétienne ».
Pusey, le théologien anglican influent de la “Haute Église” associé au mouvement d'Oxford, écrit une lettre de soutien à Müller, reprise dans The Times. D’après lui, les intentions de Boden seraient plus respectées si Müller est élu. Les missionnaires ne peuvent pas obtenir de convertis sans avoir de détails sur la religion de ceux qu’ils convertissaient, il écrit, et les publications de Müller sont « le plus gros don à être fait » à cet effet. Il ajoute qu’Oxford gagnerait à l’élire à un poste où Müller pourrait consacrer son temps à un travail « d’une importance aussi primordiale et durable que la conversion de l’Inde ». Beckerlegge trouve le soutien de Pusey remarquable, puisque Pusey n’aurait pas été d’accord avec l'approche « large » que Müller avait de la Chrétienté, et émettait donc un jugement sur les aptitudes académiques du candidat le mieux placé pour poursuivre le travail missionnaire en Inde. Dans une lettre anonyme envoyée à la presse, il est exprimé que « Le caractère personnel d’un homme doit être fort louable, et ses opinions théologiques ne peuvent recevoir que peu de critiques des deux côtés, quand il peut compter parmi ses fervents partisans le Dr. Pusey et Dr. Macbride » ;– une référence à John Macbride, décrit dans le Oxford Dictionary of National Biography comme « un partisan profondément pieux de la vieille école évangélique » . Cependant, Dowling décrit Müller comme « ne percevant pas les tournures subtiles de l’argument théologique, les ombres et les scrupules délicats du sentiment religieux Victorien. »- une faiblesse qu’on lui reprochait.

## L'Élection
The Times, le 8 décembre 1860,
L’assemblée tenue dans le Sheldonian Theatre à 2 heures, le prochain Professeur Boden de sanskrit a été élu pour remplacer le défunt Mr. H.H Wilson.
Il y eut deux candidats, Mr. Monier Williams, M.A, du university college, précédemment professeur de sanskrit à Haileybury, et Mr Max Müller, M.A, des collèges de Christ Church et de All Souls’, professeur Taylorien des Langues Européennes Modernes à l’Université d’Oxford.
Mr Williams fut en tête dès le début, et au fil des heures, sa majorité augmenta continuellement. Le vote se clôtura à 7 heures et demie, et l’assesseur principal déclara Mr. Williams dûment élu au poste. 
Nous entendons que les chiffres à la clôture du vote furent les suivants:
833 votes pour Mr. Williams
610 votes pour Mr. Müller, 
L’élection a lieu le 7 décembre 1860 dans le Sheldonian Theatre. Trois trains spéciaux sont ajoutés entre Didcot et Oxford cet après-midi là pour accueillir les passagers en provenance de l’est de Londres, et un train supplémentaire dans la soirée est mis en service entre Oxford et Londres via Didcot. Un train à destination de Londres depuis le nord de l’Angleterre fait une halte additionnelle à Bletchley pour que des correspondances vers Oxford soient possibles pour les passagers venant d’endroits tels que Liverpool, Manchester et Birkenhead. Les membres du clergé évangélique viennent voter en masse. Le vote prend plus de cinq heures et demie, 833 membres de la Congrégation se prononcent pour Williams, et 610 pour Müller.
Les historiens avancent plusieurs raisons possibles pour expliquer pourquoi Müller, même s’il était généralement considéré comme étant plus érudit, perdit l’élection face à Williams. Beckerlegge suggère plusieurs facteurs possibles : contrairement à Williams, Müller était plus connu en tant qu’écrivain et traducteur que comme professeur de Sanskrit, il n’avait pas de liens avec la compagnie britannique des Indes orientales ou avec le service civil Indien, sur lesquels il aurait pu compter pour du soutien, et il n’avait pas reçu son éducation à Oxford. Dans sa nécrologie de Müller, Arthur Macdonnel (Professeur Boden 1899-1926) dit que l’élection « a plus fait valoir les opinions politiques et religieuses des candidats, que leur mérite en tant qu’érudit de Sanskrit », en ajoutant que « le sentiment partisan était fort, et les votants furent nombreux ». De la même façon, Dowling écrit que « dans certains endroits moins cosmopolites à la périphérie d’Oxford, l’argument que Müller n’était “pas Anglais” lui portait préjudice » puisque « l’argument était irréfutable (et fait pour l’être) ». Elle ajoute que les membres du parti conservateur étaient opposés à ses opinions politiques libérales, les factions traditionalistes au sein d'Oxford rejetaient la réforme « Germaniste », et le clergé anglican détectait de l’incrédulité sous son umlaut. L’historienne américaine Marjorie Wheeler Barclay estime que ces trois motifs pour lesquels il n’y eut pas plus de votes pour Müller ne peuvent pas être dissociés. Ceux qui soutenaient le travail des missionnaires en Inde, écrit Dowling, le voyaient comme la clef de la continuation pérenne du règne britannique, et il n’y avait aucun besoin de tenter sa chance en faisant élire Müller, qui avait « la réputation d’avoir des opinions religieuses non acceptables », puisque Williams était un érudit « distingué, connu pour son conservatisme et sa piété ».
Müller attribue cette défaite à ses origines allemandes, et aux suspicions que sa foi était peu orthodoxe, des facteurs qui ont été utilisés en particulier pour influencer les votants qui n’étaient plus des membres résidents à l’université. Il a perdu, écrit-il, à cause de « tactiques de propagande électorale vulgaires, et de mensonges calomnieux ». Williams écrit dans son autobiographie non publiée qu’il avait été « favorisé par les circonstances », et que contrairement à Müller, il a été considéré comme politiquement et religieusement conservateur.